# Gyhum
Gyhum er en kommune i Samtgemeinde Zeven med knap 2.250 indbyggere (2013). Den ligger i den centrale del af Landkreis Rotenburg (Wümme), i den nordlige del af den tyske delstat Niedersachsen. Samtgemeindens administration ligger i byen Zeven.

## Geografi
Gyhum ligger mellem landkreisens administrationsby Rotenburg (Wümme) mod syd, og Zeven mod nord, i landskabet Zevener Geest.
I kommunen Gyhum ligger landsbyerne Bockel, Hesedorf, Gyhum, Nartum og Wehldorf.
Motorvejen A1 krydser kommunen.